# Sophronisca
Sophronisca is een kevergeslacht uit de familie van de boktorren (Cerambycidae). De wetenschappelijke naam van het geslacht werd voor het eerst geldig gepubliceerd in 1910 door Aurivillius.

## Soorten
Sophronisca omvat de volgende soorten:
- Sophronisca angolense Lepesme, 1953
- Sophronisca annulicornis Breuning, 1942
- Sophronisca brunnea Aurivillius, 1927
- Sophronisca conradti (Breuning, 1966)
- Sophronisca duprixi Lepesme & Breuning, 1955
- Sophronisca elongata Breuning, 1943
- Sophronisca grisea Aurivillius, 1910
- Sophronisca longula Breuning, 1964
- Sophronisca mirei Breuning, 1967
- Sophronisca murina Breuning, 1954
- Sophronisca nigra Lepesme & Breuning, 1952
- Sophronisca nigrescens Breuning, 1947
- Sophronisca obscura Breuning, 1942
- Sophronisca ruficeps Breuning, 1954
- Sophronisca rufotarsalis Breuning, 1972
- Sophronisca rufula Breuning, 1954
- Sophronisca subrufuloides Breuning, 1967